# بنجامین ژانوت
بنجامین ژانوت (انگلیسی: Benjamin Jeannot؛ زادهٔ ۲۲ ژانویهٔ ۱۹۹۲) بازیکن فوتبال اهل فرانسه است.
از باشگاه‌هایی که در آن بازی کرده‌است می‌توان به باشگاه فوتبال نانسی، باشگاه فوتبال کان، باشگاه فوتبال دیژون، و باشگاه فوتبال لوریان اشاره کرد.
وی همچنین در تیم‌های ملی فوتبال France national under-16 football team، زیر ۱۷ سال فرانسه، زیر ۱۸ سال فرانسه، زیر ۱۹ سال فرانسه، و زیر ۲۱ سال فرانسه بازی کرده‌است.